# Трегарріс
Трега́рріс (англ. Treharris, валл. Treharris) — місто на півдні Уельсу, в області Мертір-Тідвіл.
Населення міста становить 12 716 осіб (2001).